# Хрватска на Дечјој песми Евровизије
Хрватска је прва победница избора за прву Дечју песму Евровизије 2003. Њен представник, Дино Јелусић, са песмом Ти си моја прва љубав освојио је 134 поена. Његова сестра Лорена Јелусић, представљала је Хрватску 2005. али је тада са освојених 36 поена освојила 12 место. Држава се повукла са такмичења 2007. године. Затим, 26. септембра 2014. ХРТ је објавио да ће се Хрватска вратити на такмичење након чак седам година паузе. За представника изабрана је Џоузи Зец интерним избором. На Малти те године Џоузи је освојила последње, 16. место са 13 бодова, што је уједно и најлошији пласман Хрватске остварен на овом такмичењу. Након 2014. Хрватска се поново повукла са такмичења.

## Представници
| Година    | Извођач(и)       | Песма                  | Пласман          | Поени            |
| --------- | ---------------- | ---------------------- | ---------------- | ---------------- |
| 2003      | Дино Јелусић     | Ti si moja prva ljubav | 1                | 134              |
| 2004      | Ника Турковић    | Hej mali               | 3                | 126              |
| 2005      | Лорена Јелусић   | Rock Baby              | 12               | 36               |
| 2006      | Матео Ђидо       | Lea                    | 10               | 50               |
| 2007–2013 | Није учествовала | Није учествовала       | Није учествовала | Није учествовала |
| 2014      | Џозефина Зец     | Game Over              | 16               | 13               |
| 2015–2024 | Није учествовала | Није учествовала       | Није учествовала | Није учествовала |
| 2025      |                  |                        |                  |                  |